# Záhony (nádraží)
Záhony je železniční stanice, která se nachází v maďarském městě Záhony, které leží v župě Szabolcs-Szatmár-Bereg. Stanice byla otevřena v roce 1873, kdy byla zprovozněna trať mezi Kisvárdou a městem Záhony.

## Historie
Stanice byla otevřena roku 1873, kdy byla zprovozněna trať Kisvárda–Záhony.
Během let byly ze stanice postaveny tratě na Čop a Mátészálku.

## Provozní informace
Stanice má 5 sypaných nástupišť. Ve stanici je možnost zakoupení si jízdenky a je elektrifikovaná střídavým proudem 25 kV, 50 Hz. Provozuje ji společnost MÁV.

## Doprava
Stanice je důležitou pohraniční stanicí. Zastavuje zde pár mezinárodních vlaků do Mukačeva a Vídně. Dále zde začínají vnitrostátní vlaky InterCity na trase Budapešť–Nyíregyháza–Záhony Budapest-Keleti pályaudvar. Osobní vlaky zde odsud jezdí do Budapešti, Čopu a Mátészalky.

## Tratě
Stanicí procházejí tyto tratě:
- Szolnok–Debrecín–Záhony (MÁV 100)
- Záhony–Mátészalka (MÁV 111)

## Galerie

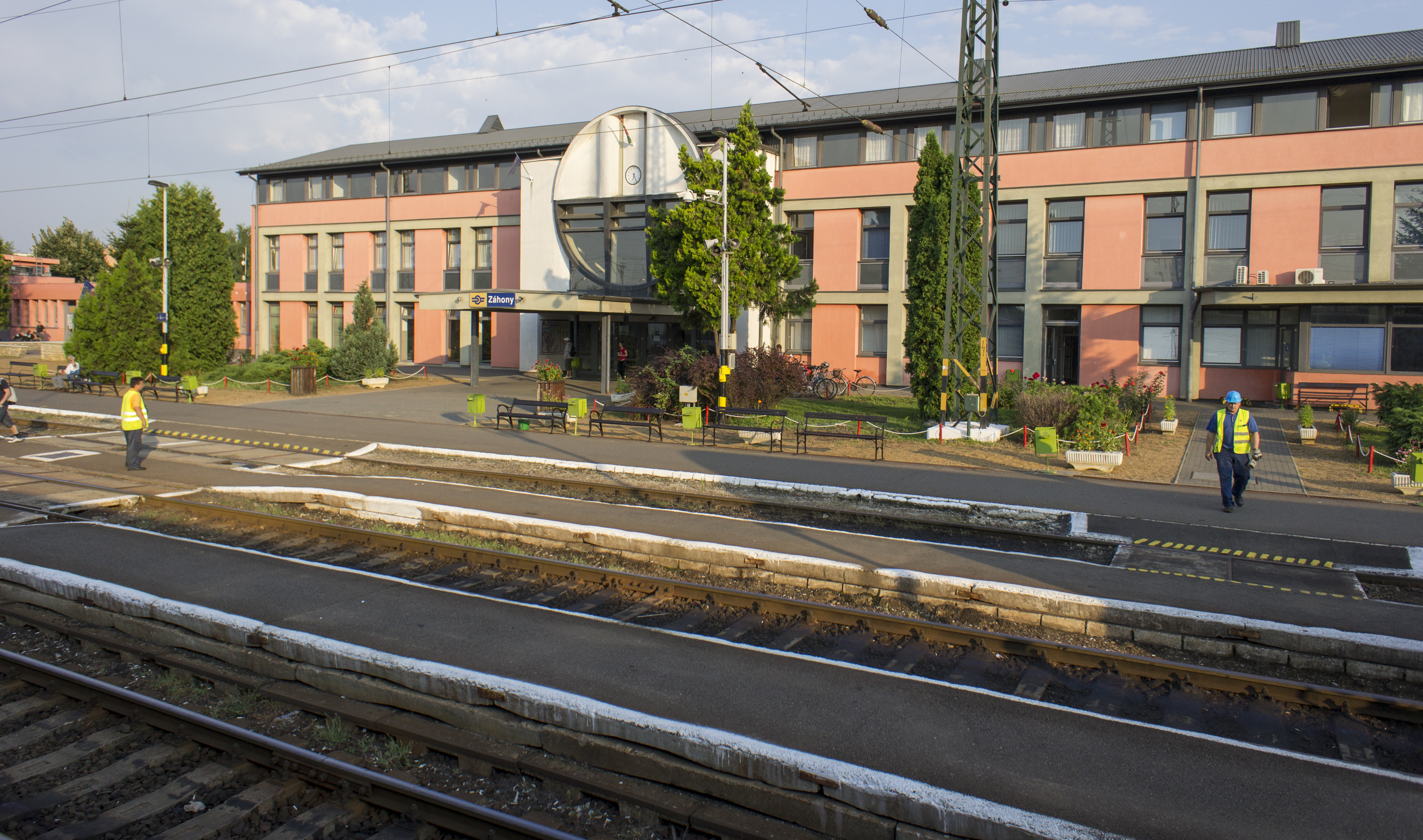
Pohled na stanici
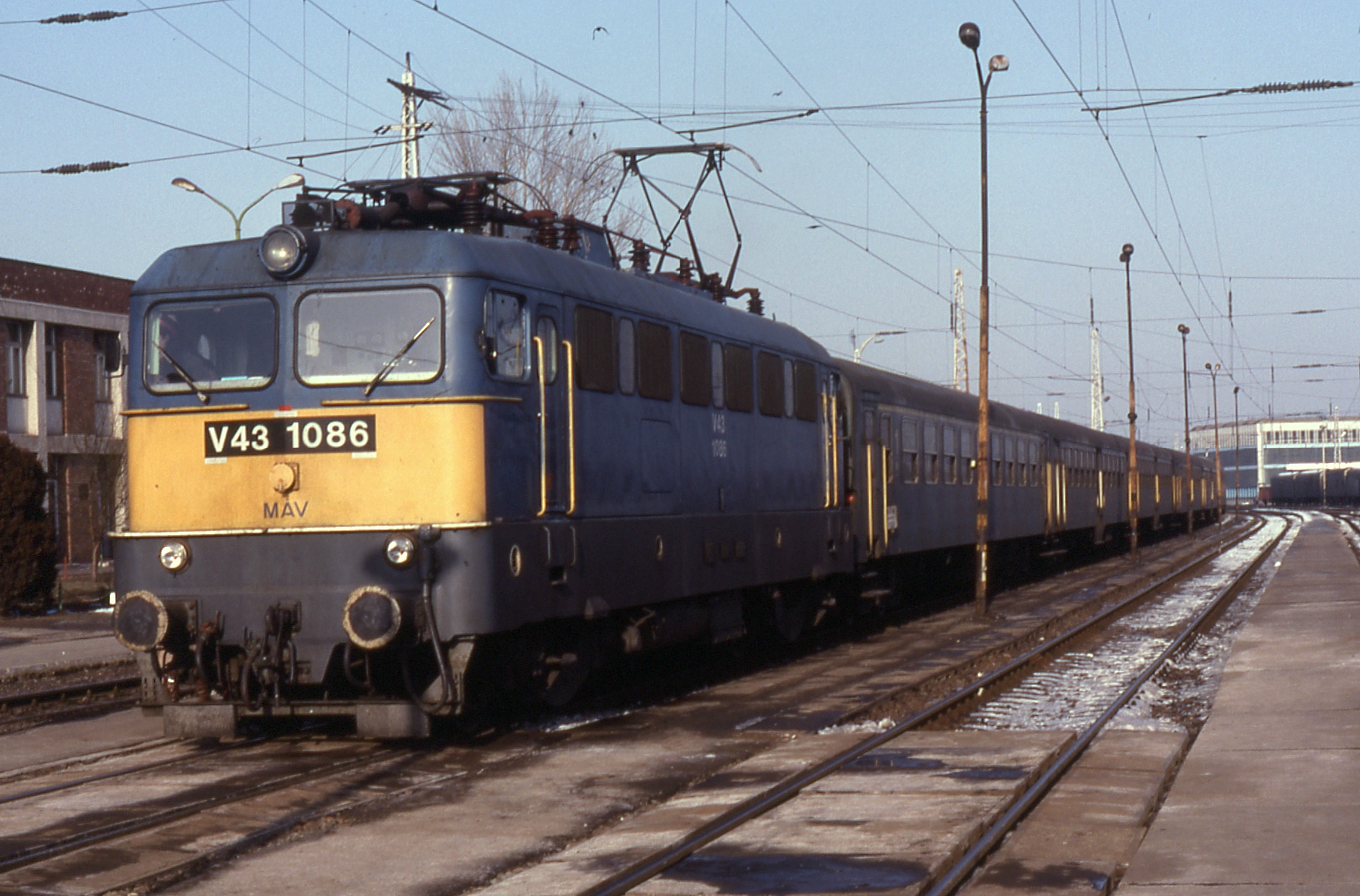
Osobní vlak ve stanici
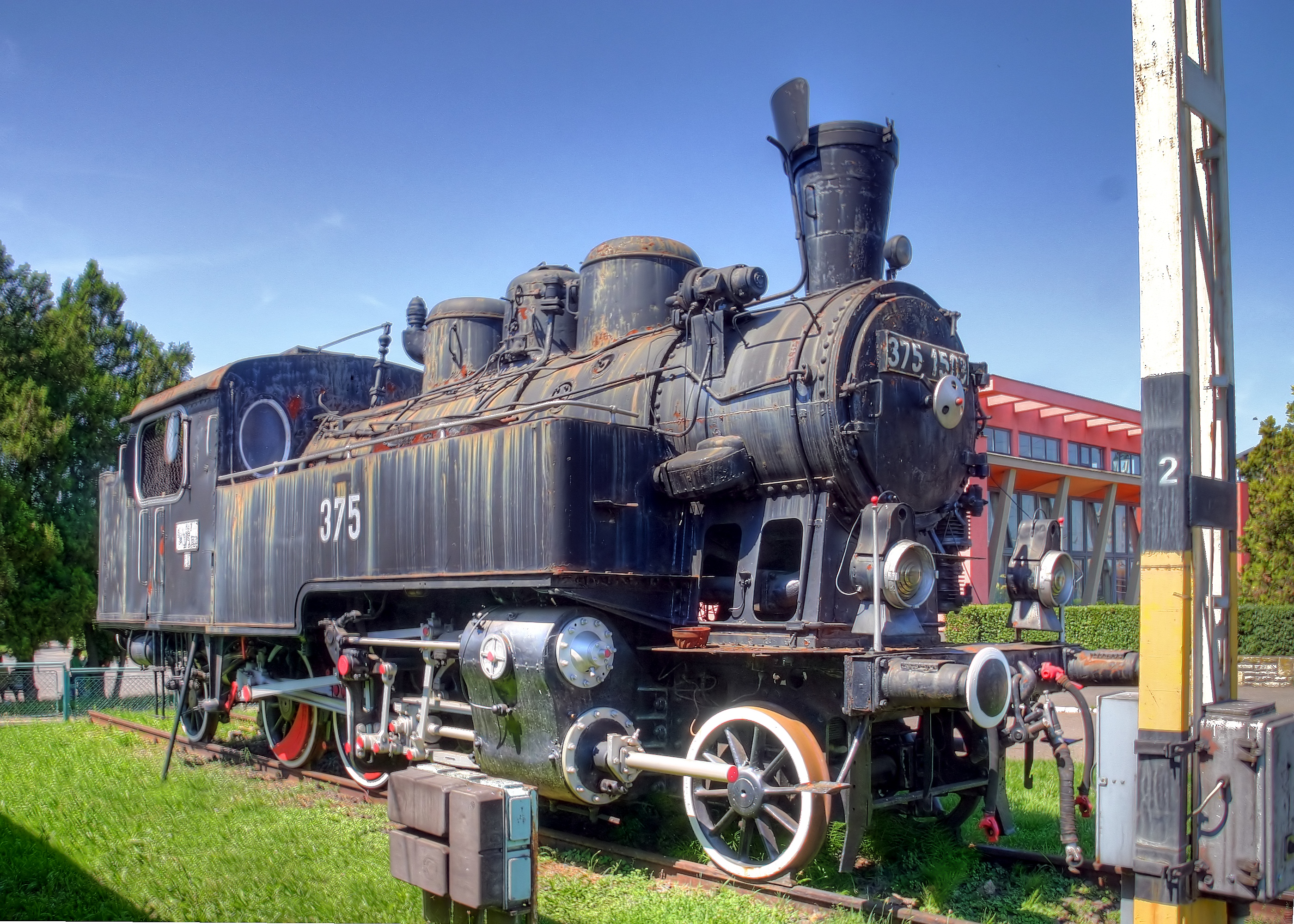
Pomník s parní lokomotivou 375.1503 před stanicí